# Curbaran
Curbaran est un chef de routiers du XIIe siècle, au service du roi de France Philippe Auguste d'abord, puis du Vicomte d'Aymar. À la fin, n'ayant plus de seigneur à servir, il pille pour son propre compte. Il finit pendu à Millau en 1183.

## Noms
Même si Curbaran, est le nom que l’on retrouve le plus souvent. Des variations apparaissent suivant les sources comme Courbarien ou encore Curban.

## Biographie
En 1181, Philippe Auguste engage des mercenaires dont Curbaran et Raymond Brun dans une guerre contre de Philippe de Flandre, Étienne de Sancerre et d'autres seigneurs du Berry.
En 1182, Philippe Auguste n'a plus besoin d'eux et les trouve gênants. Il les envoie donc aider Henri le Jeune et Geoffroy II de Bretagne. Les deux fils d'Henri II roi d'Angleterre soutiennent une rébellion contre leur père et Richard Cœur de Lion.
En janvier 1183, la troupe de Brabançons arrive dans le Poitou. Mais le 11 juin 1183, Henri le Jeune meurt et la rébellion cesse. Les mercenaires se retrouvent donc livrés à eux-mêmes. Une partie de Brabançons, sous le commandement de Curbaran et Raymont Brun se dirigent vers la Bourgogne pour fuir les représailles des troupes de Richard Cœur de Lion.
En juillet 1183, les Brabançons dirigés par Raymond Brun et Curbaran s’installent dans la ville de Charenton. Le châtelain de Charenton, Ebbes VI apprend l'arrivée d'une armée chargée d’écraser les bandes de routiers et de rétablir l'ordre : les Capuchonnés. Ebbes VII s'arrange pour faire sortir les routiers de sa ville. La bande de mercenaires est en grande partie anéantie devant Dun-le-Roi le 20 juillet 1183 . 
Curbaran échappe au massacre. Mais, 20 jours plus tard, avec le reste de ces troupes, il est vaincu au lieu-dit de La Romagère. Il est fait prisonnier avec sa bande de routiers. Ils sont jugés et finalement pendus à Millau, dans le Rouergue,,.

## Chefs de routiers contemporains
- Raymond Brun
- De Sanche de Savagnac
- Louvart